# 第78屆威尼斯影展
第78屆威尼斯电影节於2021年9月1日至9月11日舉行。評審團主席由南韓導演奉俊昊擔任，是首次由南韓導演擔此職位。

## 評審團

### 正式競賽
- 奉俊昊：導演。（評審團主席）
- 薩維里奧·康斯坦佐：導演。
- 薇吉妮·愛菲亞：演員。
- 辛西婭·艾利沃：演員、歌手、詞曲作者。
- 莎拉·蓋登：演員。
- ／ 亞歷山大·努瑙（英语：Alexander Nanau）：導演。
- 趙婷：導演、編劇。

### 地平線
- 潔絲米拉·茲巴尼奇：導演。（評審團主席）
- 莫娜·法斯特沃（英语：Mona Fastvold）：導演。
- 沙朗·莫克利（英语：Shahram Mokri）：導演。
- 喬許·西格爾：現代藝術博物館電影部門策展人。
- 娜蒂亞·泰拉諾瓦（義大利語：Nadia Terranova）：作家。

### 未來獅子獎
- 烏貝托·帕索里尼：導演。（評審團主席）
- 馬丁·施維霍夫：影評人、學者、影展總監。
- 阿馬利婭·烏爾曼（英语：Amalia Ulman）：藝術家、導演。

### VR競賽
- 米歇爾·克拉諾特：導演。（評審團主席）
- 瑪麗亞·格拉齊亞·馬泰：MEET創始人、數位傳播者。
- 喬納森·伊奧（英语：Jonathan Yeo）：藝術家。

### 獨立評審團

#### 國際影評人週
- 克勞帝歐·庫佩利尼（英语：Claudio Cupellini）：導演、編劇。
- 瓦尼亞·卡盧杰爾契奇：策展人、專案市場經理。
- 桑德琳·馬克斯：導演、作家、影評人。

#### 威尼斯日
- 凡塞拉·卡扎科娃（法语：Vesela Kazakova）、米娜·米列娃：演員、導演。（評審團主席）
- 18歲至25歲的14名女性和13名男性共計27名男女聯合組成的評審團。[4]

## 官方單元

### 正式競賽
以下電影被選定為競賽片，並依首映日期排序，可角逐最高榮譽金獅獎：
| 中文片名               | 原文片名                     | 導演                                | 製作國                        |
| ---------------------- | ---------------------------- | ----------------------------------- | ----------------------------- |
| 《平行母親》（開幕片） | Madres paralelas             | 佩德羅·阿莫多瓦                     | 西班牙                        |
| 《犬山記》             | The Power of the Dog         | 珍·康萍                             | 英国、 美国、 加拿大、 新西兰 |
| 《上帝之手》           | È stata la mano di Dio       | 保羅·索倫提諾                       | 義大利                        |
| 《算牌手》             | The Card Counter             | 保羅·許瑞德                         | 美国                          |
| 《史賓賽》             | Spencer                      | 帕布羅·拉瑞恩                       | 美国、 英国、 德国、 智利     |
| 《失去的女兒》         | The Lost Daughter            | 瑪姬·葛倫霍                         | 美国、 希腊                   |
| 《洞》                 | Il buco                      | 米開朗基羅·法爾瑪提諾               | 義大利、 法國、 德国          |
| 《瘋狂競賽片》         | Competencia Oficial          | 賈斯東·杜普拉特 馬利安諾·柯恩       | 西班牙、 阿根廷               |
| 《日落灣城》           | Sundown                      |                                     | 墨西哥、 法國、 瑞典          |
| 《巴黎夢想家》         | Illusions Perdues            | 札維耶·賈諾利                       | 法國                          |
| 《蒙娜麗莎與血月》     | Mona Lisa and the Blood Moon | 安娜·莉莉·阿米普爾                  | 美国                          |
| 《正發生》             | L'Événement                  | 奧黛麗·迪萬                         | 法國                          |
| 《盒子》               | La Caja                      | 洛倫佐·維加斯                       | 墨西哥、 美国                 |
| 《噩夢倒影》           | Відблиск                     | 瓦倫廷·瓦夏諾維奇                   | 乌克兰                        |
| 《喜劇天王》           | Qui rido io                  | 馬利歐·馬爾多那                     | 義大利、 西班牙               |
| 《大尉叛逃記》         | Капитан Волконогов бежал     | 阿列克謝·楚波夫 娜塔莉亞·梅爾庫洛娃 | 俄羅斯                        |
| 《蓋世怪胎》           | Freaks Out                   | 蓋布瑞爾·曼尼蒂                     | 義大利                        |
| 《正義的現跡》         | Żeby nie było śladów         | 揚·P·馬圖申斯基                     | 波蘭、 法國、 捷克            |
| 《暗室疑雲》           | America Latina               | 法比歐·狄諾錢佐 達米亞諾·狄諾錢佐   | 義大利                        |
| 《亡命追殺令2》        | On the Job 2: The Missing 8  | 艾里克·馬帝                         | 菲律賓                        |
| 《真實世界》           | Un autre monde               | 史蒂芬·布塞                         | 法國                          |

### 非競賽片
以下電影選定為非競賽片放映：
| 中文片名                                      | 原文片名                                             | 導演                                | 製作國                        |
| 劇情片                                        | 劇情片                                               | 劇情片                              | 劇情片                        |
| --------------------------------------------- | ---------------------------------------------------- | ----------------------------------- | ----------------------------- |
| 《人間世事》                                  | Les Choses Humaines                                  | 伊萬·阿達勒                         | 法國                          |
| 《囚靜》                                      | Ariaferma                                            | 李歐納多·柯斯坦佐                   | 義大利、 瑞士、 法國          |
| 《月光光新慌慌：萬聖殺》                      | Halloween Kills                                      | 大衛·高登·格林                      | 美国                          |
| 《天主教學校》                                | La Scuola Cattolica                                  | 史蒂芬諾·莫迪尼                     | 義大利                        |
| 《荒野大決鬥》                                | Old Henry                                            | 波西·彭西羅利                       | 美国                          |
| 《最後的決鬥》                                | The Last Duel                                        | 雷利·史考特                         | 英国、 美国                   |
| 《沙丘》                                      | Dune                                                 | 丹尼·維勒納夫                       | 加拿大、 匈牙利、 美国、 英国 |
| 《迷離夜蘇活》                                | Last Night in Soho                                   | 艾德格·萊特                         | 英国                          |
| 《教師公寓裡的孩子》（閉幕片）                | Il Bambino Nascosto                                  | 羅貝托·安度                         | 義大利、 法國                 |
| 紀錄片                                        |                                                      |                                     |                               |
| 《犯罪人生1984-2020》                         | Life of Crime 1984-2020                              | 喬恩·阿爾伯特                       | 美国                          |
| 《戰壕》                                      | Tranchée                                             | Loup Bureau                         | 法國                          |
| 《暮光行旅》                                  | Viaggio Nel Crepuscolo                               | 奧古斯托·干坦圖                     | 法國、 義大利                 |
| 《緘默共和國》                                | Republic of Silence                                  | 黛安娜·艾爾·賈魯迪                  | 德国、 法國、 叙利亚、        |
| 《哈里路亞：李歐納·柯恩、一段旅程、一顆明星》 | Hallelujah:Leonard Cohen,A Journey,A Song            | 丹尼爾·蓋勒 達伊娜·戈爾德芬         | 美国                          |
| 《德安德烈#一個職員的故事》                   | DeAndré#DeAndré.Storia di un impiegato               | 洛柏塔·莉娜                         | 義大利                        |
| 《姜戈與姜戈》                                | Django & Django                                      | 盧卡·雷亞                           | 義大利                        |
| 《艾齊奧·博索：剩下的東西》                   | Ezio Bosso.Le Cose Che Restano                       | 喬吉奧·韋爾代利                     | 義大利                        |
| 《成為齊柏林飛船》                            | Becoming Led Zeppelin                                | 伯納德·麥克馬洪                     | 美国                          |
| 《音魂掠影》                                  | Ennio                                                | 朱塞佩·托納多雷                     | 義大利、 比利时、 中国、 日本 |
| 短片                                          |                                                      |                                     |                               |
| 《塑料符號學》                                | Plastic Semiotic                                     | 拉杜·裘德                           | 羅馬尼亞                      |
| 《良夜不能留》                                | 《良夜不能留》                                       | 蔡明亮                              | 臺灣                          |
| 《悲傷電影》                                  | Sad Film                                             | Vasili（筆名）                      | 緬甸、 荷蘭                   |
| 影集                                          |                                                      |                                     |                               |
| 《婚姻生活》 （1-5集）                        | Scenes from a Marriage                               | 哈該·列維                           | 美国                          |
| 特別展映                                      |                                                      |                                     |                               |
| 《威尼斯影展：新冠疫情下的電影院》            | La Biennale di Venezia: Il cinema al tempo del Covid | 安德雷亞·賽格雷                     | 義大利                        |
| 《貝加莫的7天》                               | Le 7 giornate di Bergamo                             | 西蒙娜·文圖拉                       | 義大利                        |
| 《紅色地獄：喬·達馬托走上過剩之路》           | Inferno rosso. Joe D'Amato sulla via dell'eccesso    | 曼利奧·哥馬拉斯卡 馬西米利亞諾·扎寧 | 義大利                        |
| 《共同重建——2021建築雙年展》                  | Ricostruire insieme – Biennale Architettura 2021     | 格拉齊亞諾·康維薩諾                 | 義大利                        |
|                                               | GES – 2                                              | 娜斯佳·科基亞                       | 俄羅斯                        |
| 《彼得大帝》                                  | Pietro il grande                                     | 安東納洛·薩爾諾                     | 義大利                        |

### 地平線
以下電影被選定為地平線單元，並依首映日期排序，可角逐該單元最高榮譽地平線獎：
| 地平線競賽             | 地平線競賽                                   | 地平線競賽                       | 地平線競賽                                    |
| 中文片名               | 原文片名                                     | 導演                             | 製作國                                        |
| ---------------------- | -------------------------------------------- | -------------------------------- | --------------------------------------------- |
| 《承諾》（開幕片）     | Les Promesses                                | 湯瑪斯·克魯伊索夫                | 法國                                          |
| 《107名母親》          | Cenzorka                                     | 彼得·克里克斯                    | 斯洛伐克、 捷克、 乌克兰                      |
| 《亞特蘭提斯》         | Atlantide                                    | 尤里·安卡拉尼                    | 義大利、 法國、 美国、                        |
| 《柵欄之洞》           | El Hoyo en la Cerca                          | 華金·德爾帕索                    | 墨西哥、 波蘭                                 |
| 《失速母親》           | À Plein Temps                                | 艾瑞克·格拉維爾                  | 法國                                          |
| 《阿米拉》             | أميرة                                        | 穆罕默德·迪亞布                  | 埃及、 约旦、 阿联酋、 沙烏地阿拉伯           |
| 《關於我的真相》       | True Things                                  | 哈莉·伍特利夫                    | 美国                                          |
| 《奇蹟》               | Miracol                                      | 波格丹·喬治·艾波提               | 羅馬尼亞、 捷克、 拉脫維亞                    |
| 《孔雀天堂》           | Il paradiso del pavone                       | 蘿拉·比斯普瑞                    | 義大利、 德国                                 |
| 《偉大的儀式》         | El Gran Movimiento                           | 基羅·魯索                        | 玻利维亚、 法國、 瑞士                        |
| 《瀑布》               | 《瀑布》                                     | 鍾孟宏                           | 臺灣                                          |
| 《金邊白樓青春夢》     | ប៊ូឌីង ស                                        | 寧卡維                           | 柬埔寨、 法國、 中国、                        |
| 《從前在加爾各答》     | Once Upon a Time in Calcutta                 | 阿迪亞·維克蘭·山古塔             | 印度、 法國、 挪威                            |
| 《維拉夢見大海》       | Vera Andrron Detin                           | 卡爾特琳娜·克拉斯尼基            | 科索沃、 阿尔巴尼亚、 北馬其頓                |
| 《故地重訪》           | Piligrimai                                   | 勞里納斯·巴雷薩                  | 立陶宛                                        |
| 《犬王》               | 犬王                                         | 湯淺政明                         | 日本、 中国                                   |
| 《另一個湯姆》         | El otro Tom                                  | 羅德里戈·皮拉 蘿拉·桑圖洛        | 墨西哥、 美国                                 |
| 《時間解剖學》         | เวลา                                         | 賈克拉瓦爾·尼爾塔姆隆            | 泰國、 法國、 荷蘭、 新加坡、 德国            |
| 《犀牛－浪流連》       | носоріг                                      | 奧列格·森索夫                    | 乌克兰、 波蘭、 德国                          |
| 地平線附加             |                                              |                                  |                                               |
| 《醉夢鄉》             | Land of Dreams                               | 雪潤·內夏特 索夏·亞薩瑞          | 美国、 德国、                                 |
| 《黎巴嫩的布拉瓦海岸》 | Costa Brava                                  | 莫妮亞·阿克                      | 黎巴嫩、 法國、 西班牙、 瑞典、 丹麦、 挪威、 |
| 《媽媽，我回家了》     | Mama, Ya Doma                                | 弗拉基米爾·比托科夫              | 俄羅斯                                        |
| 《寂寂吾夜》           | Ma Nuit                                      | 安托瓦妮特·鮑拉                  | 法國、 比利时                                 |
| 《遠風少女》           | La ragazza ha volato                         | 威爾瑪・拉畢特                   | 義大利、 斯洛維尼亞                           |
| 《七名囚犯》           | 7 Prisioneiros                               | 亞歷山大·莫拉托                  | 巴西                                          |
| 《不看鐵達尼號的男人》 | Sokea mies, joka ei halunnut nähdä Titanicia | 泰穆·尼基                        | 芬兰                                          |
| 《畫面機器》           | La macchina delle immagini di Alfredo C.     | 羅蘭·瑟可                        | 義大利                                        |
| 短片競賽               |                                              |                                  |                                               |
|                        | Don’t Get Too Comfortable                    | 沙伊瑪·阿爾·塔米米               | 葉門、 阿拉伯聯合共和國、 美国、 荷蘭         |
|                        | Techno,Mama                                  | 紹利烏斯·巴拉丁斯卡斯            | 立陶宛                                        |
|                        | Descente                                     | 邁赫迪·菲克里                    | 法國                                          |
|                        | Mulaqat                                      | 西馬卜·古爾                      | 巴勒斯坦                                      |
|                        | Heltzear                                     | 米克爾·古里亞                    | 西班牙                                        |
| 《人骨招魂》           | Los Huesos                                   | 克里斯多博·里昂 瓦金·柯辛納      | 智利                                          |
| 《頭繩，雞蛋，作業本》 | 《頭繩，雞蛋，作業本》                       | 羅潤霄                           | 中国                                          |
|                        | Il Turno                                     | 基亞拉·馬洛塔 洛里斯·朱塞佩·內塞 | 義大利                                        |
| 《舞台劇》             | Fall of The Ibia King                        | 喬什·奧卡伊姆 米凱·杰羅尼莫      | 爱尔兰                                        |
|                        | Pid pokati mai                               | 索拉約斯·普拉帕潘                | 泰國、 新加坡                                 |
|                        | La fée des Roberts                           | 利安·維維爾·沙帕斯               | 法國                                          |
| 《那座山》             | Kanoyama                                     | 山下茂美                         | 日本                                          |
| 短片展映               |                                              |                                  |                                               |
|                        | Ato                                          | 芭芭拉·帕茲                      | 巴西                                          |
| 《祈禱這一切》         | Preghiera Della Sera                         | 朱塞佩·比奇奥尼                  | 義大利                                        |

### VR競賽
以下電影被選定為競賽片，可角逐該單元最高榮譽評審團大獎：
| VR競賽                  | VR競賽                                            | VR競賽                                    | VR競賽                             |
| 中文片名                | 原文片名                                          | 導演                                      | 製作國                             |
| ----------------------- | ------------------------------------------------- | ----------------------------------------- | ---------------------------------- |
|                         | Engelen Van Amsterdam                             | 安娜·亞伯拉罕斯 阿維納什·昌加             | 荷蘭                               |
| 《夜之盡頭》            | End of Night                                      | 大衛·阿德勒                               | 丹麦、 法國                        |
|                         | La plage de sable étoilé                          | 尼娜·巴比爾 黃心健                        | 法國                               |
|                         | Caves                                             | 卡洛斯·伊莎貝爾·加西亞                    | 瑞士                               |
|                         | Bedlam                                            | 麥特·科利肖                               | 法國、 英国、 臺灣                 |
|                         | Genesis                                           | 約格·庫提亞                               | 德国                               |
|                         | Spirit of Place                                   | 戴爾·戴肯                                 | 南非、 丹麦                        |
|                         | Tearless                                          | 金鎮雅                                    | 、 美国                            |
| 《輪迴》                | 《輪迴》                                          | 黃心健                                    | 臺灣                               |
|                         | Clap                                              | 伊藤圭介                                  | 日本                               |
| 《在巴黎的布蘭卡》      | Le Bal de Paris de Blanca Li                      | 布蘭卡·李                                 | 法國、 德国、 盧森堡               |
|                         | Bliss In The Ear of A Storm                       | 亞當·利伯 哈爾·索塔                       | 英国、 南非、 美国                 |
|                         | Il Dubbio – Episode 2                             | 馬泰奧·洛納迪                             | 西班牙、 義大利                    |
|                         | Anandala                                          | 凱文·麥克                                 | 美国                               |
| 《歌利亞：玩轉現實》    | Goliath: Playing With Reality                     | 貝瑞·傑納·墨菲 梅·阿巴達拉                | 英国、 法國                        |
|                         | Montegelato                                       | 大衛·拉普                                 | 義大利                             |
|                         | The Severance Theory: Welcome To Respite          | 林西·斯科金                               | 美国                               |
|                         | Container                                         | 梅格娜·辛格 西蒙·伍德                     | 南非                               |
| 《病玫瑰》              | 《病玫瑰》                                        | 唐治中 黃勻弦                             | 臺灣                               |
|                         | Myriad.Where We Connect.                          | 莉娜·蒂勒 塞巴斯蒂安·鮑曼 德克·霍夫曼     | 德国                               |
|                         | The Last Worker                                   | 喬格·蒂特爾                               | 英国                               |
|                         | Exploring Home                                    | 莎拉·麗莎·沃格爾                          | 德国                               |
| 《遺願》                | 《遺願》                                          | 王海培 王珊珊                             | 中国                               |
| VR展映                  |                                                   |                                           |                                    |
| 《霧中》                | 《霧中》                                          | 周東彥                                    | 臺灣                               |
| VR年度精選              |                                                   |                                           |                                    |
|                         | Maskmaker                                         | 巴爾薩扎·奧謝特                           | 法國                               |
| 《心境VR》              | 《心境VR》                                        | 鄧祖雲 曹永                               | 中国                               |
| 《喚說其語Ep2：庫桑達》 | Kusunda                                           | 菲利克斯·蓋特克 加亞特里·帕拉梅斯瓦蘭     | 德国、 尼泊尔、 瑞典、 瑞士、 臺灣 |
|                         | Micro Monsters With David Attenborough            | 艾略特·格雷夫斯                           | 英国、 美国                        |
|                         | Mare                                              | 瑞·格雷羅                                 | 日本、 瑞典                        |
|                         | Space Explorers: The Iss Experience – Episode 1-2 | 菲利克斯·拉祖尼斯 保羅·拉斐爾             | 加拿大、 美国                      |
|                         | Sam & Max: This Time It’s Virtual!                | 麥可·萊文                                 | 美国                               |
|                         | Myst                                              | 蘭德·米勒 漢娜·加米爾 艾瑞克·安德森       | 美国                               |
|                         | Knot: A Trilogy                                   | 格倫·尼思 大衛·羅森伯格                   | 英国                               |
|                         | Wraith: The Oblivion - Afterlife                  | 埃里克·奧德爾達爾                         | 瑞典                               |
|                         | Jurassic World Aftermath                          | 理查德·斯諾登                             | 英国、 美国                        |
|                         | Reeducated                                        | 山姆·沃爾森 班·茂克 尼古拉斯·魯賓 麥特·黃 | 美国、                             |

### 威尼斯經典
以下電影被選為威尼斯經典：
| 中文片名               | 原文片名            | 導演              | 製作國 |
| ---------------------- | ------------------- | ----------------- | ------ |
| 《奇蹟之間》（1971年） | Per grazia ricevuta | 尼諾·曼弗雷迪     | 義大利 |
| 《愛情故事》（1986年） | Storia d'amore      | 法蘭西斯柯·馬賽里 | 義大利 |

### 雙年展學院電影
以下電影選定為雙年展學院電影： 
| 中文片名             | 原文片名                  | 導演                          | 製作國      |
| -------------------- | ------------------------- | ----------------------------- | ----------- |
| 《向東之途》         | Al Oriente                | 何塞·瑪麗亞·阿維萊斯          |             |
| 《巢窩》             | La Tana                   | 比阿特麗斯·巴爾達奇           | 義大利      |
| 《我們最無慮的時光》 | Nuestros días más felices | 索爾·貝魯埃佐·皮雄-利維埃     | 阿根廷      |
| 《小聖人》           | La Santa Piccola          | 西爾維婭·布魯內利             | 義大利      |
| 《大教堂》           | The Cathedral             | 瑞奇·德·安布羅斯              | 美国        |
| 《吾父，惡魔》       | Mon père,Le Diable        | 艾莉·豐比                     | 美国        |
| VR                   |                           |                               |             |
|                      | Lavrynthos                | 法比托·里希特 阿米爾·阿德莫尼 | 巴西、 秘魯 |

## 平行單元

### 國際影評人週
以下影片入選第36屆威尼斯國際影評人週單元
：
| 正式競賽               | 正式競賽                 | 正式競賽                      | 正式競賽             |
| 中文片名               | 原文片名                 | 導演                          | 製作國               |
| ---------------------- | ------------------------ | ----------------------------- | -------------------- |
| 《死亡隨身而伴》       | Eles Transportan a Morte | 海倫娜·吉隆 薩繆爾·M·德爾加多 | 西班牙、 哥伦比亚    |
| 《弗蘭克刪除》         | Eltörölni Frankot        | 加博爾·法布里奇烏斯           | 匈牙利               |
| 《爬狗世界》           | Mondocane                | 亞歷山德羅·切利               | 義大利               |
| 《母礦》               | Mother Lode              | 馬泰奧·托頓                   | 法國、 義大利、 瑞士 |
| 《城市近道》           | Obkhodniye puti          | 葉卡捷琳娜·賽倫金娜           | 俄羅斯、 荷蘭        |
| 《蠑螈》               | A Salamandra             | 亞歷克斯·卡瓦略               | 巴西、 法國、 德国   |
| 《扎拉瓦》             | Zalava                   | 阿薩蘭·阿米里                 | 伊朗                 |
| 特別展映               |                          |                               |                      |
| 《業報輪迴》（開幕片） | Karmalink                | 傑克·瓦赫特爾                 | 柬埔寨、 美国        |
| 《最后里程》（閉幕片） | La dernière séance       | 詹盧卡·馬塔雷斯               | 義大利、 法國        |

### 威尼斯日
以下影片入選第18屆威尼斯日單元：
| 正式競賽                         | 正式競賽                                   | 正式競賽                                                                      | 正式競賽                             |
| 中文片名                         | 原文片名                                   | 導演                                                                          | 製作國                               |
| -------------------------------- | ------------------------------------------ | ----------------------------------------------------------------------------- | ------------------------------------ |
| 《深空》（開幕片）               | 《深空》（開幕片）                         | 陳冠                                                                          | 澳門                                 |
| 《陌生命運》                     | Al Garib                                   | 阿米爾·法赫列丁                                                               | 叙利亚、 德国、 巴勒斯坦             |
| 《人生剖析》                     | Anatomy                                    | 奧拉·揚科斯卡                                                                 | 波蘭、 法國                          |
| 《加利福尼亞》                   | Californie                                 | 亞歷山德羅·卡西戈利 凱西考夫曼                                                | 義大利                               |
| 《私人荒漠》                     | Deserto particular                         | 阿里·穆里蒂巴                                                                 | 巴西、 葡萄牙                        |
| 《純真無瑕》                     | Immaculate                                 | 莫妮卡·斯坦 喬治·奇佩爾                                                       | 羅馬尼亞                             |
| 《瑪德琳·柯林斯》                | Madeleine Collins                          | 安托萬·巴洛                                                                   | 法國、 比利时、 瑞士                 |
| 《暗之石》                       | Piedra Noche                               | 伊凡·豐德                                                                     | 阿根廷、 智利、 西班牙               |
| 《三者錯位》                     | Tres                                       | 朱尼奧·吉梅內斯                                                               | 西班牙、 立陶宛                      |
| 《你和我很像》                   | Tu me ressembles                           | 黛娜·阿梅爾                                                                   | 埃及、 法國、 美国                   |
| 非競賽                           |                                            |                                                                               |                                      |
| 《俏皮男孩》（閉幕片）           | Lovely Boy                                 | 弗朗切斯科·勒蒂利                                                             | 義大利                               |
| 特別展映                         |                                            |                                                                               |                                      |
| 《莫羅的宮殿》                   | Il palazzo                                 | 費德麗卡·迪·賈科莫                                                            | 義大利、 捷克                        |
| 《大音希聲》                     | Il silenzio grande                         | 亞利桑德羅·加斯曼                                                             | 義大利、 波蘭                        |
| 《無盡長河》                     | Senza fine                                 | 伊麗莎・福莎絲                                                                | 義大利                               |
| 《東方猶太人，被遺忘的應許之地》 | Mizrahim, Les oubliés de la terre promise  | 米歇爾·波嘉蘭                                                                 | 法國                                 |
| 《三分鐘－加長鏡頭》             | Three minutes. A Lengthening               | 比安卡·史蒂格特                                                               | 荷蘭                                 |
| 女性項目故事（短片）             |                                            |                                                                               |                                      |
| 《香格里拉》                     | Shangri-la                                 | 伊莎貝爾·桑多瓦爾                                                             | 義大利、 美国                        |
| 《我和蠢小子》                   | I and the Stupid Boy                       | 卡勞瑟爾·賓·汗耶                                                              | 義大利、 法國                        |
| 威尼斯之夜                       |                                            |                                                                               |                                      |
| 《歡迎光臨威尼斯》（開幕片）     | Welcome Venice                             | 安德雷亞·賽格雷                                                               | 義大利                               |
|                                  | Caveman – Il gigante nascosto              | 托馬索·朗杜奇                                                                 | 義大利、 瑞士                        |
|                                  | Coriandoli                                 | 瑪達萊娜·斯托納尤羅                                                           | 義大利                               |
|                                  | Cùntami                                    | 喬凡娜·塔維亞尼                                                               | 義大利                               |
|                                  | Diteggiatura                               | 里卡爾多·賈科尼                                                               | 義大利                               |
|                                  | Fellini e l'ombra                          | 凱瑟琳·麥吉爾夫雷                                                             | 義大利、 瑞士                        |
|                                  | Giulia                                     | 西羅·德·卡羅                                                                  | 義大利                               |
|                                  | Hugo in Argentina                          | 斯蒂法諾·克奴切爾                                                             | 瑞士                                 |
|                                  | I nostri fantasmi                          | 亞歷山德羅·卡皮塔尼                                                           | 義大利                               |
|                                  | Il mondo a scatti                          | 賽茜莉雅·曼基尼 保羅·皮薩內利                                                 | 義大利                               |
|                                  | Isolation                                  | 米歇爾·普拉西多 尤莉亞·馮·海茲 奧利維爾·格皮永 賈科·凡·多爾梅爾 麥克·溫特波頓 | 義大利、 英国、 德国、 比利时、 瑞典 |
|                                  | Les Enfants de Cain                        | 凱蒂·斯塔莫                                                                   | 法國、 阿尔巴尼亚、 義大利           |
|                                  | Parole                                     | 烏貝托·康塔雷諾                                                               | 義大利                               |
|                                  | Princesa                                   | 史蒂芬娜·穆雷蘇                                                               | 義大利                               |
|                                  | Spin Time, che fatica la democrazia!       | 薩賓娜·古贊蒂                                                                 | 義大利                               |
|                                  | Tonino De Bernardi – Un tempo, un incontro | 丹尼爾·塞格雷                                                                 | 義大利                               |
|                                  | Trastwest                                  | 伊凡諾·戴·馬提奧                                                              | 義大利                               |
|                                  | With or Without You                        | 史蒂法諾·沙爾多                                                               | 義大利                               |

## 獎項
正式競賽
- 金獅獎：《正发生》 － 奧黛麗·迪萬
- 評審團大獎：《上帝之手》 － 保羅·索倫提諾
- 最佳導演銀獅獎：珍·康萍 －《犬山記》
- 最佳女演員獎：潘妮洛普·克魯茲 － 《平行母親》
- 最佳男演員獎：約翰·阿西拉（英语：John Arcilla） －《亡命追殺令2（英语：On the Job 2: The Missing 8）》
- 最佳劇本獎：瑪姬·葛倫霍 － 《失去的女兒》
- 評審團特別獎：《洞（法语：Il buco）》 － 米開朗基羅·法爾瑪提諾
- 最佳新演員獎：菲利波·史科提（義大利語：Filippo Scotti） － 《上帝之手》

地平線
- 最佳影片：《故地重訪》 － 勞里納斯·巴雷薩
- 最佳導演：艾瑞克·格拉維爾（法语：Éric Gravel） － 《全職》
- 評審團特別獎：《偉大的儀式》 － 基羅·魯索
- 最佳女演員：勞爾·卡菈米（英语：Laure Calamy） － 《全職》
- 最佳男演員：Piseth Chhun － 《金邊白樓青春夢》
- 最佳劇本：彼得·克里克斯、伊凡·奧斯特羅霍夫斯基（法语：Ivan Ostrochovský） － 《107名母親》
- 最佳短片：《人骨招魂（西班牙语：Los huesos）》 － 克里斯多博·里昂（西班牙语：Cristóbal León y Joaquín Cociña）、瓦金·柯辛納（西班牙语：Cristóbal León y Joaquín Cociña）

地平線附加
- 阿瑪尼美妝觀眾獎：《不看鐵達尼號的男人》 － 泰穆·尼基

VR競賽
- 評審團大獎：《歌利亞：玩轉現實》 － 貝瑞·傑納·墨非、梅·阿巴達拉
- 最佳VR體驗：《在巴黎的布蘭卡》 － 布蘭卡·李（英语：Blanca Li）
- 最佳VR敘事：《夜之盡頭》 － 大衛·阿德勒

路易吉·德·勞倫蒂斯-未來獅子獎
- 未來獅子獎（義大利語：Leone del futuro - Premio Venezia opera prima "Luigi De Laurentiis"）：《純真無瑕》－ 莫妮卡·斯坦、喬治·奇佩爾

特別獎
- 榮譽金獅獎：羅貝托·貝尼尼[11]、潔美·李·寇蒂斯[12]
- 導演萬歲獎（英语：Jaeger-LeCoultre Glory to the Filmmaker Award）：雷利·史考特[13]
- 坎帕里電影熱情獎：馬庫斯·羅蘭德

平行單元
國際影評人週
- 國際影評人週大獎：《扎拉瓦》－ 阿薩蘭·阿米里
- 維羅納電影俱樂部獎（最具創新性電影）：《弗蘭克刪除》－ 加博爾·法布里奇烏斯
- 最佳技術貢獻獎：《死亡隨身而伴》－ 海倫娜·吉隆、薩繆爾·M·德爾加多
- 最佳短片：《Inchei》－ 費德里科·德馬泰
- 最佳導演：費德里科·德馬泰 －《Inchei》
- 最佳技術貢獻：《L'incanto》－ 基亞拉·卡特琳娜

威尼斯日
- 威尼斯日導演大獎：《純真無瑕》－ 莫妮卡·斯坦、喬治·奇佩爾
- 特別提及：《深空》－ 陳冠
- 歐洲電影標誌獎：《加利福尼亞》－ 亞歷山德羅·卡西戈利、凱西考夫曼
- 人民選擇獎：《私人荒漠》－ 阿里·穆里蒂巴

會外獎項
- 費比西國際影評人獎：
  - 正式競賽：《正发生》 － 奧黛麗·迪萬
  - 平行單元：《扎拉瓦》 －  阿薩蘭·阿米里（國際影評人週）

酷兒獅獎
- 酷兒獅獎：《最后里程（英语：The Last Chapter）》－ 詹盧卡·馬塔雷斯

帕西內蒂獎
- 最佳影片：《上帝之手》－ 保羅·索倫提諾
- 最佳男演員：托尼·瑟維洛 － 《上帝之手》
- 最佳女演員：泰瑞莎·沙波能哲洛（英语：Teresa Saponangelo） － 《上帝之手》
- 特別提及：《怪人出街（英语：Freaks Out）》－ 蓋布瑞爾·曼尼蒂（英语：Gabriele Mainetti）

ARCA喬瓦尼電影獎
- 威尼斯78最佳影片：《正發生》 － 奧黛麗·迪萬
- 最佳義大利電影：《上帝之手》 － 保羅·索倫提諾

40歲以下作家獎
- 最佳導演：
  - 《維拉夢見大海》－ 卡爾特琳娜·克拉斯尼基
  - 《城市近道》－ 葉卡捷琳娜·賽倫金娜
- 最佳編劇：《純真無瑕》－ 莫妮卡·斯坦

布萊恩獎
- 布萊恩獎：《正發生》 － 奧黛麗·迪萬

瓦比之家-曼塔拉亞獎
- 瓦比之家-曼塔拉亞獎：《純真無瑕》－ 莫妮卡·斯坦、喬治·奇佩爾

CICT - 聯合國教科文組織“恩里科·富爾奇尼奧尼”獎
- 聯合國教科文組織獎：《阿米拉》－ 穆罕默德·迪亞布

俄狄浦斯重新獎
- 俄狄浦斯重新獎：
  - 《陌生命運》－ 阿米爾·法赫列丁
  - 《維拉夢見大海》－ 卡爾特琳娜·克拉斯尼基

使人工作環境基金會獎
- 使人工作環境基金會獎：《偉大的儀式》－ 基羅·魯索（建立CISL研究基礎）
- 特別提及：《黎巴嫩的布拉瓦海岸》－ 莫妮亞·阿克（處理與環境有關的問題）
- 特別提及：《七名囚犯》－ 亞歷山大·莫拉托（處理與工作有關的問題）

粉絲之心獎
- 金格拉菲塔獎最佳影片：《怪人出街（英语：Freaks Out）》－ 蓋布瑞爾·曼尼蒂（英语：Gabriele Mainetti）
- 最佳OTP銀船獎：《蒙娜麗莎與血月（英语：Mona Lisa and the Blood Moon）》－ 安娜·莉莉·阿米普爾
- VR粉絲體驗：《Knot: A Trilogy》－ 格倫·尼思、大衛·羅森伯格
- 特別提及：《老亨利》－ 波西·彭西羅利

義大利電影俱樂部聯合會獎
- 最佳影片：《洞（法语：Il buco）》－ 米開朗基羅·法爾瑪提諾
- FEDIC特別提及：《遠風少女》－ 威爾瑪・拉畢特（英语：Wilma Labate）
- FEDIC最佳短片特別提及：《羅馬之夜》－ 瓦萊里奧·費拉拉

義大利綠十字－綠滴獎
- 綠滴獎：《洞（法语：Il buco）》－ 米開朗基羅·法爾瑪提諾

促進宗教間對話國際電影獎
- 第10屆促進宗教間對話國際電影獎：《阿米拉》－ 穆罕默德·迪亞布

燈籠魔法獎
- 燈籠魔法獎：《阿米拉》－ 穆罕默德·迪亞布

萊昂奇諾金獎
- 萊昂奇諾金獎：《怪人出街（英语：Freaks Out）》－ 蓋布瑞爾·曼尼蒂（英语：Gabriele Mainetti）
- 聯合國兒童基金會電影院獎：《盒子（德语：La caja）》－ 洛倫佐·維加斯

利扎尼獎
- 利扎尼獎：《怪人出街（英语：Freaks Out）》－ 蓋布瑞爾·曼尼蒂（英语：Gabriele Mainetti）

米莫·羅特拉基金會獎
- 米莫·羅特拉基金會獎：馬利歐·馬爾多那、托尼·瑟維洛 －《喜劇天王（義大利語：Qui rido io）》

新伊瑪伊人才獎
- 最佳新人男演員：菲利波·史科提 － 《上帝之手》
- 最佳新人女演員：歐若拉·喬文納佐 － 《怪人出街（英语：Freaks Out）》

黃金電影獎
- 最佳視覺效果：毛里齊奧·科里多里 － 《怪人出街（英语：Freaks Out）》
- 最佳燈光：洛麗絲·費麗絲 － 《怪人出街（英语：Freaks Out）》
- 最佳攝影機操作員：盧卡·馬薩 － 《洞（法语：Il buco）》
- 最佳服裝剪裁：蒂·雷利 － 《喜劇天王（義大利語：Qui rido io）》

RB選角獎
- RB選角獎：歐若拉·喬維納佐 －《怪人出街（英语：Freaks Out）》

1932斯費拉球獎
- 斯費拉球獎：《盒子（德语：La caja）》－ 洛倫佐·維加斯

天主教世界傳播協會獎
- SIGNIS獎：《另一個世界（法语：Un autre monde (film, 2021)）》－ 史蒂芬·布塞
- 特別提及：《上帝之手》 － 保羅·索倫提諾

史密瑟斯基金會“希望大使”獎
- 希望大使獎：《犯罪人生1984-2020》－ 喬恩·阿爾伯特（英语：Jon Alpert）

不一樣的微笑獎
- 最佳義大利電影：《怪人出街（英语：Freaks Out）》－ 蓋布瑞爾·曼尼蒂（英语：Gabriele Mainetti）
- 最佳外國電影：《七名囚犯》－ 亞歷山大·莫拉托

原聲明星獎
- 最佳原聲帶：米歇爾·布拉加、蓋布瑞爾·曼尼蒂（英语：Gabriele Mainetti） －《怪人出街（英语：Freaks Out）》
- 特別提及：丹尼爾·盧皮（英语：Daniele Luppi） － 《蒙娜麗莎與血月（英语：Mona Lisa and the Blood Moon）》
- 終身成就獎：歐奈拉·法諾莉（英语：Ornella Vanoni）

地中海大學聯盟獎
- 聯盟獎：《上帝之手》 － 保羅·索倫提諾

運動協會公平競爭獎
- 公平競爭獎：《洞（法语：Il buco）》－ 米開朗基羅·法爾瑪提諾

## 外部連結
- 官方网站